# Liste des monuments historiques de Linkebeek
Cette page regroupe l'ensemble des monuments classés de la commune belge de Linkebeek.
| Objet                                               | Statut du classement?          | Année de construction/architecte | Section communale | Adresse                       | Coordonnées                      | Numéro d'inventaire | Illustration |
| --------------------------------------------------- | ------------------------------ | -------------------------------- | ----------------- | ----------------------------- | -------------------------------- | ------------------- | ------------ |
| Église Saint-Sébastien de Linkebeek                 | OB000600 · OB001077 · OB001458 |                                  | Linkebeek         | Kerkstraat                    | 50° 46′ 19″ nord, 4° 20′ 09″ est | 40018               | Téléverser   |
| Chapelle Saint-Sébastien                            |                                |                                  | Linkebeek         | rue Saint-Sébastien           | 50° 46′ 19″ nord, 4° 20′ 05″ est | 40019               | Téléverser   |
| Chapelle Saint-François Xavier                      |                                |                                  | Linkebeek         | Boesdaal 6                    | 50° 45′ 54″ nord, 4° 20′ 57″ est | 40020               | Téléverser   |
| Château de Linkebeek                                | OB000603                       |                                  | Linkebeek         | Kerkveld 11                   | 50° 46′ 15″ nord, 4° 20′ 26″ est | 40021               | Téléverser   |
| Maison communale de Linkebeek                       |                                |                                  | Linkebeek         | Gemeenteplein 2               | 50° 46′ 23″ nord, 4° 20′ 10″ est | 40022               | Téléverser   |
| Café (ancien)                                       |                                |                                  | Linkebeek         | Gemeenteplein 10              | 50° 46′ 22″ nord, 4° 20′ 11″ est | 40023               | Téléverser   |
| Habitation villageoise                              |                                |                                  | Linkebeek         | Kerkstraat 19                 | 50° 46′ 17″ nord, 4° 20′ 09″ est | 40024               | Téléverser   |
| Presbytère                                          | OB001078 · OB001459            |                                  | Linkebeek         | Pastorijpad 13                | 50° 46′ 21″ nord, 4° 20′ 02″ est | 40025               | Téléverser   |
| Ferme de Percke ou ferme de Perk                    | OB000601 · OB000602            |                                  | Linkebeek         | Perkstraat 100                | 50° 46′ 22″ nord, 4° 21′ 25″ est | 40026               | Téléverser   |
| Maison de l'architecte Jean R. Van Hufflen          |                                |                                  | Linkebeek         | Bospad 35                     |                                  | 209034              | Téléverser   |
| Quatre villas                                       |                                |                                  | Linkebeek         | rue des hêtres 108            |                                  | 209190              | Téléverser   |
| Quatre villas                                       |                                |                                  | Linkebeek         | rue des hêtres 112            |                                  | 209190              | Téléverser   |
| Quatre villas                                       |                                |                                  | Linkebeek         | rue des hêtres 114            |                                  | 209190              | Téléverser   |
| Quatre villas                                       |                                |                                  | Linkebeek         | rue des hêtres 118            |                                  | 209190              | Téléverser   |
| Villa                                               |                                |                                  | Linkebeek         | rue Hollebeek 96              |                                  | 209197              | Téléverser   |
| Villa                                               |                                |                                  | Linkebeek         | rue Hollebeek 71              |                                  | 209198              | Téléverser   |
| (nl) Burgerhuizen                                   |                                |                                  | Linkebeek         | Chaussée d'Alsemberg 41       |                                  | 212491              | Téléverser   |
| (nl) Burgerhuizen                                   |                                |                                  | Linkebeek         | Chaussée d'Alsemberg 43       |                                  | 212491              | Téléverser   |
| Villa de 1909                                       |                                |                                  | Linkebeek         | Chaussée d'Alsemberg 104      |                                  | 212492              | Téléverser   |
| Maison du garde chasse                              |                                |                                  | Linkebeek         | Chaussée d'Alsemberg 124      |                                  | 212493              | Téléverser   |
| (nl) Eigen woning van architect Jean Van Coppenolle |                                |                                  | Linkebeek         | rue des Hêtres 106            |                                  | 212494              | Téléverser   |
| Café Au jardin des fleurs (voormalig)               |                                |                                  | Linkebeek         | Jardin des fleurs 9           |                                  | 212495              | Téléverser   |
| (nl) Interbellumvilla                               |                                |                                  | Linkebeek         | Boesdaal 5                    |                                  | 212496              | Téléverser   |
| (nl) Cottage getinte villa                          |                                |                                  | Linkebeek         | Bospad 24                     |                                  | 212498              | Téléverser   |
| (nl) Villa                                          |                                |                                  | Linkebeek         | Bospad 71                     |                                  | 212499              | Téléverser   |
| (nl) Brouwerswoning (voormalige)                    |                                |                                  | Linkebeek         | Brouwerijstraat 3             |                                  | 212507              | Téléverser   |
| (nl) Tweegezinswoningen                             |                                |                                  | Linkebeek         | Brouwerijstraat 24            |                                  | 212508              | Téléverser   |
| (nl) Tweegezinswoningen                             |                                |                                  | Linkebeek         | Brouwerijstraat 28            |                                  | 212508              | Téléverser   |
| (nl) Tweegezinswoningen                             |                                |                                  | Linkebeek         | Brouwerijstraat 30            |                                  | 212508              | Téléverser   |
| (nl) Brouwerijcomplex (voormalig)                   |                                |                                  | Linkebeek         | Brouwerijstraat 41            |                                  | 212509              | Téléverser   |
| (nl) Brouwerswoning (voormalige)                    |                                |                                  | Linkebeek         | Brouwerijstraat 43            |                                  | 212510              | Téléverser   |
| (nl) Interbellumvilla                               |                                |                                  | Linkebeek         | Brouwerijstraat 49            |                                  | 212511              | Téléverser   |
| (nl) Dorpswoning                                    |                                |                                  | Linkebeek         | Brouwerijstraat 60            |                                  | 212512              | Téléverser   |
| (nl) Dorpswoning                                    |                                |                                  | Linkebeek         | Brouwerijstraat 62            |                                  | 212512              | Téléverser   |
| (nl) Interbellumwoning                              |                                |                                  | Linkebeek         | Brouwerijstraat 92            |                                  | 212513              | Téléverser   |
| (nl) Interbellumwoning                              |                                |                                  | Linkebeek         | Brouwerijstraat 94            |                                  | 212514              | Téléverser   |
| (nl) Regionalistisch getinte villa                  |                                |                                  | Linkebeek         | Brouwerijstraat 172           |                                  | 212515              | Téléverser   |
| (nl) Meergezinswoning                               |                                |                                  | Linkebeek         | Dapperensquare 15             |                                  | 212516              | Téléverser   |
| (nl) Gekoppelde dorpswoningen                       |                                |                                  | Linkebeek         | Dapperensquare 2              |                                  | 212517              | Téléverser   |
| (nl) Gekoppelde dorpswoningen                       |                                |                                  | Linkebeek         | Dapperensquare 4              |                                  | 212517              | Téléverser   |
| (nl) Gekoppelde dorpswoningen                       |                                |                                  | Linkebeek         | Dapperensquare 6              |                                  | 212517              | Téléverser   |
| (nl) Gekoppelde dorpswoningen                       |                                |                                  | Linkebeek         | Dapperensquare 8              |                                  | 212517              | Téléverser   |
| (nl) Gekoppelde dorpswoningen                       |                                |                                  | Linkebeek         | Dapperensquare 10             |                                  | 212517              | Téléverser   |
| (nl) Gekoppelde dorpswoningen                       |                                |                                  | Linkebeek         | Dapperensquare 12             |                                  | 212517              | Téléverser   |
| (nl) Hoekhuis                                       |                                |                                  | Linkebeek         | Dapperensquare 19             |                                  | 212518              | Téléverser   |
| (nl) Oorlogsgedenkteken                             |                                |                                  | Linkebeek         | Dapperensquare                |                                  | 212519              | Téléverser   |
| (nl) Onze-Lieve-Vrouwkapel                          |                                |                                  | Linkebeek         | Dapperensquare                |                                  | 212520              | Téléverser   |
| (nl) Huis Lismonde                                  |                                |                                  | Linkebeek         | Dwersbos 1                    |                                  | 212521              | Téléverser   |
| (nl) Hoekhuis                                       |                                |                                  | Linkebeek         | Fons Dehaesstraat 2           |                                  | 212522              | Téléverser   |
| (nl) Onze-Lieve-Vrouwkapel                          |                                |                                  | Linkebeek         | Fons Dehaesstraat             |                                  | 212523              | Téléverser   |
| (nl) Zagerij (voormalige)                           |                                |                                  | Linkebeek         | Gemeenteplein 6               |                                  | 212525              | Téléverser   |
| (nl) Villa                                          |                                |                                  | Linkebeek         | Grasmusdreef 43               |                                  | 212527              | Téléverser   |
| (nl) Villa                                          |                                |                                  | Linkebeek         | Grasmusdreef 57               |                                  | 212528              | Téléverser   |
| (nl) Woning naar ontwerp van S. Guillissen-Hoa      |                                |                                  | Linkebeek         | Grasmusdreef 80               |                                  | 212529              | Téléverser   |
| (nl) Modernistische villa                           |                                |                                  | Linkebeek         | Heidedreef 44                 |                                  | 212530              | Téléverser   |
| (nl) Landelijke modernistische woning               |                                |                                  | Linkebeek         | Heidedreef 46                 |                                  | 212531              | Téléverser   |
| (nl) Villa Lucy en Villa Murielle                   |                                |                                  | Linkebeek         | Kasteeldreef 6                |                                  | 212532              | Téléverser   |
| (nl) Villa Lucy en Villa Murielle                   |                                |                                  | Linkebeek         | Kasteeldreef 8                |                                  | 212532              | Téléverser   |
| (nl) Portierswoning (voormalige)                    |                                |                                  | Linkebeek         | Kasteelstraat 26              |                                  | 212533              | Téléverser   |
| (nl) Kapel Onze-Lieve-Vrouw ter Rozen               |                                |                                  | Linkebeek         | Kasteelstraat                 |                                  | 212534              | Téléverser   |
| (nl) Neoclassicistisch burgerhuis                   |                                |                                  | Linkebeek         | Hollebeekstraat 9             |                                  | 212536              | Téléverser   |
| (nl) Villa                                          |                                |                                  | Linkebeek         | Hollebeekstraat 16            |                                  | 212537              | Téléverser   |
| (nl) Interbellumvilla                               |                                |                                  | Linkebeek         | Hollebeekstraat 19            |                                  | 212538              | Téléverser   |
| (nl) Villa Bon Repos                                |                                |                                  | Linkebeek         | Hollebeekstraat 24            |                                  | 212539              | Téléverser   |
| (nl) Villa                                          |                                |                                  | Linkebeek         | Wijnbrondal 53                |                                  | 212540              | Téléverser   |
| (nl) Gekoppelde dorpswoningen                       |                                |                                  | Linkebeek         | Hollebeekstraat 140           |                                  | 212541              | Téléverser   |
| (nl) Gekoppelde dorpswoningen                       |                                |                                  | Linkebeek         | Hollebeekstraat 142           |                                  | 212541              | Téléverser   |
| (nl) Café (voormalig)                               |                                |                                  | Linkebeek         | Hollebeekstraat 157A          |                                  | 212542              | Téléverser   |
| (nl) Villa Les Mahonilles                           |                                |                                  | Linkebeek         | Hollebeekstraat 166           |                                  | 212543              | Téléverser   |
| (nl) Dorpswoning                                    |                                |                                  | Linkebeek         | Hollebeekstraat 206           |                                  | 212544              | Téléverser   |
| (nl) Dorpswoning                                    |                                |                                  | Linkebeek         | Hollebeekstraat 245           |                                  | 212545              | Téléverser   |
| (nl) Kleuterschooltje (voormalig)                   |                                |                                  | Linkebeek         | Hollebeekstraat 262           |                                  | 212546              | Téléverser   |
| (nl) Handelspand (voormalig)                        |                                |                                  | Linkebeek         | Hollebeekstraat 260           |                                  | 212547              | Téléverser   |
| (nl) Gekoppelde woningen                            |                                |                                  | Linkebeek         | Kerkstraat 15                 |                                  | 212549              | Téléverser   |
| (nl) Gekoppelde woningen                            |                                |                                  | Linkebeek         | Kerkstraat 16                 |                                  | 212549              | Téléverser   |
| (nl) Gekoppelde woningen                            |                                |                                  | Linkebeek         | Kerkstraat 17                 |                                  | 212549              | Téléverser   |
| (nl) Gekoppelde woningen                            |                                |                                  | Linkebeek         | Kerkstraat 18                 |                                  | 212549              | Téléverser   |
| (nl) Hoekwoningen van 1910                          |                                |                                  | Linkebeek         | Kerkstraat 26                 |                                  | 212551              | Téléverser   |
| (nl) Gevelkastkapel                                 |                                |                                  | Linkebeek         | Kleiveld 2                    |                                  | 212552              | Téléverser   |
| Villa de Teirlinck                                  | Monument protégé               |                                  | Linkebeek         | Sentier du coucou 21          |                                  | 212553              | Téléverser   |
| (nl) Andreas Bobolakapel                            |                                |                                  | Linkebeek         | Komd. Romain Marissaldreef    |                                  | 212554              | Téléverser   |
| (nl) Modernistische villa van 1965                  |                                |                                  | Linkebeek         | Komd. Romain Marissaldreef 22 |                                  | 212555              | Téléverser   |
| (nl) Burgerhuis                                     |                                |                                  | Linkebeek         | Komd. Romain Marissaldreef 30 |                                  | 212556              | Téléverser   |
| (nl) Villa                                          |                                |                                  | Linkebeek         | Komd. Romain Molenstraat 11   |                                  | 212557              | Téléverser   |
| (nl) Drie gekoppelde dorpswoningen                  |                                |                                  | Linkebeek         | Oude Weg 24                   |                                  | 212559              | Téléverser   |
| (nl) Drie gekoppelde dorpswoningen                  |                                |                                  | Linkebeek         | Oude Weg 26                   |                                  | 212559              | Téléverser   |
| (nl) Drie gekoppelde dorpswoningen                  |                                |                                  | Linkebeek         | Oude Weg 28                   |                                  | 212559              | Téléverser   |
| (nl) Langestrekte hoeve                             |                                |                                  | Linkebeek         | Perkstraat 1                  |                                  | 212560              | Téléverser   |
| (nl) Halfvrijstaande burgerwoning                   |                                |                                  | Linkebeek         | Perkstraat 44                 |                                  | 212561              | Téléverser   |
| (nl) Halfvrijstaand burgerhuis                      |                                |                                  | Linkebeek         | Perkstraat 74                 |                                  | 212562              | Téléverser   |
| (nl) Modernistische woning door W. Van der Meeren   |                                |                                  | Linkebeek         | Scheeweg 12                   |                                  | 212563              | Téléverser   |
| (nl) Meisjesschool (voormalige)                     |                                |                                  | Linkebeek         | Sint Sebastiaansstraat 14     |                                  | 212564              | Téléverser   |
| (nl) Interbellumwoning                              |                                |                                  | Linkebeek         | Stationsstraat 47             |                                  | 212565              | Téléverser   |
| (nl) Station                                        |                                |                                  | Linkebeek         | Stationsstraat 92             |                                  | 212566              | Téléverser   |
| (nl) Grand Café de la Gare                          |                                |                                  | Linkebeek         | Stationsstraat 90             |                                  | 212567              | Téléverser   |
| (nl) Hoekpand                                       |                                |                                  | Linkebeek         | Ukkelsesteenweg 294           |                                  | 212568              | Téléverser   |
| (nl) Villa met art-decoreminiscenties               |                                |                                  | Linkebeek         | Villalaan 104                 |                                  | 212569              | Téléverser   |
| (nl) Gekoppelde villa's                             |                                |                                  | Linkebeek         | Villalaan 108                 |                                  | 212570              | Téléverser   |
| (nl) Gekoppelde villa's                             |                                |                                  | Linkebeek         | Villalaan 110                 |                                  | 212570              | Téléverser   |
| (nl) Villa met cottage reminiscenties               |                                |                                  | Linkebeek         | Oplinkebeekpad 1              |                                  | 212571              | Téléverser   |
| (nl) Villa                                          |                                |                                  | Linkebeek         | Oplinkebeekpad 2              |                                  | 212572              | Téléverser   |
| (nl) Eigen woning architect Jacques Geerinck        |                                |                                  | Linkebeek         | Vijversdreef 24               |                                  | 212573              | Téléverser   |
| (nl) Villa                                          |                                |                                  | Linkebeek         | Vijversdreef 32               |                                  | 212574              | Téléverser   |
| (nl) Pijlerkapel                                    |                                |                                  | Linkebeek         | Zavelstraat                   |                                  | 212575              | Téléverser   |
| (nl) Villa                                          |                                |                                  | Linkebeek         | Wijnbrondal 10                |                                  | 212741              | Téléverser   |
| (nl) Villa                                          |                                |                                  | Linkebeek         | Wijnbrondal 12                |                                  | 212742              | Téléverser   |
| (nl) Eigen woning architect Frédéric De Becker      |                                |                                  | Linkebeek         | Alsembergsesteenweg 183B      |                                  | 212759              | Téléverser   |
| (nl) Eigen woning architect Marc Libois             |                                |                                  | Linkebeek         | Kerkveld 26                   |                                  | 212885              | Téléverser   |